# Soriška planina
Soriška planina je eno od zimskošportnih središč v Sloveniji, razpoteza se na višini od 1300 do 1550 mnm. Na planini obratujejo tri smučarske vlečnice. Dolžina alpskih smučarskih prog je 6 km, tekaških pa 5 km.
Planina je izhodišče označenih poti na vrhove Spodnjih Bohinjskih gora in Ratitovca. V polkrogu nad planino so največ v eni uri dosegljivi: Možic (1602 m), Šavnik (1574 m), Slatnik (1598 m), Lajnar (1549 m) in Dravh (1547 m). Soriška planina je dostopna po cesti iz Železnikov preko Zgornje Sorice, kjer se priključi cesta iz Petrovega Brda oz. Baške grape ali pa iz Bohinjske Bistrice.

## Prelaz
Preko Soriške planine vodi tudi več cest iz Selške doline preko Železnikov, Zalega Loga do Zgornje Sorice in naprej v Bohinj, kot tudi iz Baške grape (Podbrdo) preko Petrovega Brda in Sorice preko Bohinjskega sedla (1277 m) v Bohinj. Tako je na Soriški planini tudi cestni prelaz.

## Naprave oz. smučišča
- Dvosedežnica Lajnar, dolžina 1180 m, višinska razlika 236 m
- Vlečnica Lajnar, dolžina 850 m, višinska razlika 195 m
- Vlečnica Slatnik, dolžina 750 m, višinska razlika 100 m
- Vlečnica Sedlo, dolžina 820 m, višinska razlika 180 m
- sankaška proga - naravna
- tekmovalna sankaška proga - Sankaško društvo Domel iz Železnikov

## Koče
- Litostrojska koča 1307 m spletna stran Litostrojske koče (46 ležišč)
- Brunarica (35 ležišč)

## Prehodi
- Črna prst (1844 mnm), 5 ur
- Ratitovec (Gladki vrh) (1666 mnm), 3 ure